# Haa Alif
Haa Alif är en administrativ atoll i Maldiverna. Den ligger i den norra delen av landet, 300 km norr om huvudstaden Malé. Antalet invånare vid folkräkningen 2014 var 13 672. Det är den nordligaste av Maldivernas administrativa atoller. Den administrativa centralorten är Dhidhdhoo.
Den administrativa atollen består geografiskt av 43 öar spridda över atollen Ihavandhippolhu och den norra delen av Thiladhunmathi atoll. 
Det finns 14 bebodda öar: Baarah, Dhidhdhoo, Filladhoo, Hoarafushi, Ihavandhoo, Kelaa, Maarandhoo, Mulhadhoo, Muraidhoo, Thakandhoo, Thurakunu, Uligamu,  Utheemu och Vashafaru. Därtill kommer fyra öar som endast används av turistanläggningar: Alidhoo, Berinmadhoo, Dhonakulhi och Manafaru.